# Бутурлакин, Владимир Александрович
Владимир Александрович Бутурла́кин (5 октября 1950, Москва — 11 мая 1995, там же) — советский футболист, защитник. Мастер спорта (1972).
Выпускник торпедовской школы, в которую поступил в 1963 году. За команду выступал в 1968—1981 годах. Чемпион и обладатель Кубка СССР. Закончил карьеру в 1982 году в краснодарской «Кубани». С 1983 года до конца жизни работал тренером и директором школы «Торпедо».

## Достижения

### Командные
- Чемпион СССР 1976 года (осень).
- Обладатель Кубка СССР 1972 года.
- Серебряный призёр чемпионата Европы среди молодёжи 1972 года.

### Личные
- В списках 33 лучших футболистов СССР (4): № 2 (1974), № 3 (1975, 1976, 1977).
- В 1972 году удостоился приза «Лучший дебютант сезона».